# Cervione
Cervione là một xã của tỉnh Haute-Corse trên đảo Corse, Pháp. Xã này có diện tích 11,45 km², dân số năm 1999 là 1452 người. Khu vực này có độ cao trung bình 380 mét trên mực nước biển.